# Cadre-47/1-Weltmeisterschaft 1987

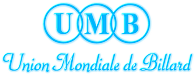
Logo UMB (ausrichtender Verband)

Veranstaltungsort: Landau

Die Cadre-47/1-Weltmeisterschaft 1987 war die siebte und vermutlich letzte Cadre 47/1 UMB-Weltmeisterschaft, die bis 1938 im Cadre 45/1 ausgetragen wurde. Das Turnier fand vom 29. Januar bis zum 1. Februar 1982 in  Landau in der Pfalz statt. Es war die dritte Cadre 47/1 Weltmeisterschaft in Deutschland.

## Geschichte
Die vermutlich letzte Cadre 47/1 Weltmeisterschaft sicherte sich ungeschlagen der Luxemburger Fonsy Grethen vor dem Niederländer Jos Bongers. Grethen schaffte den Sprung ins Finale durch ein Unentschieden gegen Franz Stenzel. Das Shootout gewann Grethen mit einem 25:0-Sieg in einer Aufnahme. Für den Österreicher Stenzel reichte es zum dritten Platz durch einen Sieg im Spiel um Platz drei gegen den favorisierten Italiener Marco Zanetti. Zanetti erzielte alle Turnierbestleistungen. Für den amtierenden Europameister Wolfgang Zenkner war der fünfte Platz eine große Enttäuschung.

## Turniermodus
Es wurden zwei Vorrundengruppen mit sechs Akteuren gespielt. Nach den Gruppenspielen wurden die Plätze durch ein Halbfinale und Finale sowie die Plätze 5–12 ausgespielt. Bei MP-Gleichstand wird in folgender Reihenfolge gewertet:
1. MP = Matchpunkte
2. GD = Generaldurchschnitt
3. HS = Höchstserie

| Platz                      | Name              | MP   | Pkte. | Aufn. | GD    | BED   | HS  |
| -------------------------- | ----------------- | ---- | ----- | ----- | ----- | ----- | --- |
| 1                          | Jos Bongers       | 10:0 | 1250  | 37    | 33,78 | 83,33 | 157 |
| 2                          | Franz Stenzel     | 8:2  | 1220  | 43    | 28,37 | 62,50 | 179 |
| 3                          | Wolfgang Zenkner  | 6:4  | 1078  | 33    | 32,66 | 83,33 | 167 |
| 4                          | Philippe Deraes   | 4:6  | 737   | 53    | 13,90 | 16,66 | 63  |
| 5                          | Javier Arenaza    | 2:8  | 661   | 53    | 12,47 | 25,00 | 96  |
| 6                          | Sotiris Psiskonis | 0:10 | 383   | 51    | 7,50  | –     | 55  |
| Gruppendurchschnitt: 19,73 |                   |      |       |       |       |       |     |

| Platz                      | Name            | MP   | Pkte. | Aufn. | GD    | BED    | HS  |
| -------------------------- | --------------- | ---- | ----- | ----- | ----- | ------ | --- |
| 1                          | Fonsy Grethen   | 10:0 | 1250  | 35    | 35,71 | 83,33  | 157 |
| 2                          | Marco Zanetti   | 7:3  | 1162  | 31    | 37,48 | 125,00 | 245 |
| 3                          | Christoph Pilss | 6:4  | 951   | 67    | 14,19 | 125,00 | 207 |
| 4                          | Dieter Wirtz    | 4:6  | 761   | 47    | 16,19 | 17,85  | 117 |
| 5                          | Jean Arnaud     | 3:7  | 1017  | 75    | 13,56 | 41,66  | 104 |
| 6                          | Osamu Sano      | 0:10 | 338   | 61    | 5,54  | –      | 27  |
| Gruppendurchschnitt: 17,33 |                 |      |       |       |       |        |     |

| Platz | Name              | MP  | Pkte. | Aufn. | GD    | BED   | HS |
| ----- | ----------------- | --- | ----- | ----- | ----- | ----- | -- |
| 12    | Sotiris Psiskonis | 0:2 | 171   | 25    | 6,84  | –     | 25 |
| 11    | Osamu Sano        | 2:0 | 250   | 25    | 10,00 | 10,00 | 72 |

| Platz | Name           | MP  | Pkte. | Aufn. | GD    | BED   | HS |
| ----- | -------------- | --- | ----- | ----- | ----- | ----- | -- |
| 10    | Javier Arenaza | 0:2 | 240   | 13    | 18,46 | –     | 73 |
| 9     | Jean Arnaud    | 2:0 | 250   | 13    | 19,23 | 19,23 | 77 |

| Platz | Name            | MP  | Pkte. | Aufn. | GD    | BED   | HS |
| ----- | --------------- | --- | ----- | ----- | ----- | ----- | -- |
| 7     | Philippe Deraes | 2:0 | 250   | 20    | 12,50 | 12,50 | 73 |
| 8     | Dieter Wirtz    | 0:2 | 234   | 20    | 11,70 | –     | 68 |

| Platz | Name             | MP  | Pkte. | Aufn. | GD    | BED   | HS  |
| ----- | ---------------- | --- | ----- | ----- | ----- | ----- | --- |
| 5     | Wolfgang Zenkner | 2:0 | 250   | 6     | 41,66 | 41,66 | 106 |
| 6     | Christoph Pilss  | 0:2 | 69    | 6     | 11,50 | –     | 42  |

### Finalrunde
|  | Halbfinale    | Halbfinale | Halbfinale | Halbfinale | Halbfinale | Halbfinale |             |               | Finale | Finale | Finale | Finale | Finale | Finale |
|  |               |            |            |            |            |            |             |               |        |        |        |        |        |        |
|  |               | PP         | Pkt.       | Aufn.      | ED         | HS         |             |               |        |        |        |        |        |        |
|  |               | PP         | Pkt.       | Aufn.      | ED         | HS         |             |               |        |        |        |        |        |        |
|  | Jos Bongers   | 2          | 250        | 6          | 41,66      | 130        |             |               |        |        |        |        |        |        |
|  | Jos Bongers   | 2          | 250        | 6          | 41,66      | 130        |             | PP            | Pkt.   | Aufn.  | ED     | HS     |        |        |
|  | Marco Zanetti | 0          | 204        | 6          | 34,00      | 138        |             | PP            | Pkt.   | Aufn.  | ED     | HS     |        |        |
|  | Marco Zanetti | 0          | 204        | 6          | 34,00      | 138        | Jos Bongers | 0             | 198    | 5      | 39,60  | 159    |        |        |
|  |               | PP         | Pkt.       | Aufn.      | ED         | HS         | Jos Bongers | 0             | 198    | 5      | 39,60  | 159    |        |        |
|  |               | PP         | Pkt.       | Aufn.      | ED         | HS         |             | Fonsy Grethen | 2      | 250    | 5      | 50,00  | 116    |        |
|  | Fonsy Grethen | 2          | 250/25     | 16         | 15,62      | 71         |             | Fonsy Grethen | 2      | 250    | 5      | 50,00  | 116    |        |
|  | Fonsy Grethen | 2          | 250/25     | 16         | 15,62      | 71         |             |               |        |        |        |        |        |        |
|  | Franz Stenzel | 0          | 250/0      | 16         | 15,62      | 67         |             |               |        |        |        |        |        |        |
|  | Franz Stenzel | 0          | 250/0      | 16         | 15,62      | 67         |             |               |        |        |        |        |        |        |

|  | Spiel um Platz 3 |               |                   |
|  |                  |               |                   |
|  |                  |               |                   |
|  |                  | Marco Zanetti | 0/190/3/63,33/100 |
|  |                  | Franz Stenzel | 2/250/3/83,33/146 |

## Abschlusstabelle
| MP    | Match Points (Sieger = 2; Unentschieden = 1; Verlierer = 0) |
| Pkte. | Erzielte Karambolagen                                       |
| Aufn. | Benötigte Versuche                                          |
| GD    | Generaldurchschnitt                                         |
| BED   | Bester Einzeldurchschnitt eines Spielers                    |
| HS    | Höchstserie                                                 |
|       | Bester GD des Turniers                                      |
|       | Bester ED des Turniers                                      |
|       | Beste HS des Turniers                                       |
|       | 1. Platz (Gold)                                             |
|       | 2. Platz (Silber)                                           |
|       | 3. Platz (Bronze)                                           |

| Platz                      | Name              | MP   | Pkte. | Aufn. | GD    | BED    | HS  |
| -------------------------- | ----------------- | ---- | ----- | ----- | ----- | ------ | --- |
| 1                          | Fonsy Grethen     | 14:0 | 1750  | 56    | 31,25 | 83,33  | 157 |
| 2                          | Jos Bongers       | 12:2 | 1698  | 48    | 35,37 | 83,33  | 159 |
| 3                          | Franz Stenzel     | 10:4 | 1720  | 62    | 27,74 | 83,33  | 179 |
| 4                          | Marco Zanetti     | 7:7  | 1556  | 40    | 38,90 | 125,00 | 245 |
| 5                          | Wolfgang Zenkner  | 8:4  | 1328  | 39    | 34,05 | 83,33  | 167 |
| 6                          | Christoph Pilss   | 6:6  | 1020  | 73    | 13,97 | 125,00 | 207 |
| 7                          | Philippe Deraes   | 6:6  | 987   | 73    | 13,52 | 16,66  | 73  |
| 8                          | Dieter Wirtz      | 4:8  | 995   | 67    | 14,85 | 17,85  | 117 |
| 9                          | Jean Arnaud       | 5:7  | 1267  | 88    | 14,39 | 41,66  | 104 |
| 10                         | Javier Arenaza    | 2:10 | 901   | 66    | 13,65 | 25,00  | 96  |
| 11                         | Osamu Sano        | 2:10 | 588   | 86    | 6,83  | 10,00  | 72  |
| 12                         | Sotiris Psiskonis | 0:12 | 554   | 76    | 7,28  | –      | 55  |
| Turnierdurchschnitt: 18,55 |                   |      |       |       |       |        |     |